# Das Paradies ist anderswo
Das Paradies ist anderswo (spanisch El paraíso en la otra esquina) ist ein außerordentlich detailreicher Roman des peruanischen Literatur-Nobelpreisträgers Mario Vargas Llosa aus dem Jahr 2003.
Etliche der vorgetragenen Episoden aus dem Leben des Malers Paul Gauguin und seiner Großmutter mütterlicherseits, der Sozialistin, Frauen- und Arbeiterrechtlerin Flora Tristan, lassen sich auf einen Nenner bringen: Auf der vergeblichen Suche nach dem Paradies innerhalb der kapitalistischen Welt des 19. Jahrhunderts entfliehen sowohl der Maler als auch dessen kämpferische Großmutter der jeweils mit mehreren Kindern gesegneten bürgerlichen Ehe. Während das Werk des großen Malers die Zeit bekanntlich überdauert, will der Erzähler die Sozialistin eine gescheiterte Revolutionärin nennen, nimmt die Verurteilung aber ein paar Zeilen später halb zurück.

## Form
In 22 Kapiteln werden alternierend jeweils elf Episoden aus dem Leben der beiden prominenten Verwandten erzählt. Dabei nähert sich der Erzähler seinen beiden Protagonisten immer einmal an, indem er sie – von der dritten Person abweichend – duzt.
Da die Großmutter bereits vier Jahre vor Gauguins Geburt verstorben war, stehen die beiden vorliegenden Erinnerungen notgedrungen nebeneinander. Dieser Roman lebt überhaupt von der Retrospektive. In einer primären Zeitebene wird jeweils das Lebensende der beiden Helden chronologisch durchlaufen; von Flora Tristan das letzte halbe Jahr ihres Lebens und von Paul Gauguin die letzten zehn Jahre. Ausgehend von jeder der beiden primären Ebenen erfolgt die Rückschau auf eine sekundäre Ebene – sprich, auf die längst verflossene Zeit.
Das Titel gebende Paradiesspiel wird von den Kindern im großen Frankreich überall gespielt und rahmt den Roman. Im ersten Kapitel fragt ein Kind im April 1844 in Auxerre: „Ist hier das Paradies?“ Die Frage wird spielerisch verneint. Die kleine Fragerin möge sich „an der nächsten Ecke“ erkundigen. Im letzten Kapitel wiederholt sich auf den Marquesas im Mai 1903 dasselbe Spiel.

## Inhalt
Über seine erste Ehefrau, die Dänin Mette Gad, hatte Paul den Malerkollegen Camille Pissarro in Frankreich kennengelernt. Pissarro hatte mit Hochachtung über einige von Flora Tristans Publikationen gesprochen. Erst über einen Fremden erfuhr also Paul damals von der Großmutter. Denn Pauls Mutter Aline († 1867 in Paris), so schreibt Vargas Llosa, habe ihr diese Verwandtschaft aus gutem Grund verschwiegen: Während Flora Tristan in Frankreich und England für die Rechte des arbeitenden Volkes kämpfte, habe sie Aline in die Obhut fremder Leute gegeben. Getrennt von ihrem Ehemann André Chazal lebend, habe Flora erfahren müssen, dass Aline von ihrem leiblichen Vater, dieser „widerwärtigen Hyäne“, missbraucht worden war.

### Flora in Frankreich im Jahr 1844
Flora hält sich unter anderem in Lyon, Roanne, Saint-Etienne, Avignon, Toulon, Montpellier, Béziers, Carcassonne und Bordeaux auf. In Lyon hält sie vor Seidenspinnern Vorträge. Polizeikommissar Bardoz rückt im Hotel mit einem Durchsuchungsbefehl an und droht der Pazifistin mit einem Prozess wegen Agitation. In Roanne besichtigt Flora die Tuchfabrik eines ehemaligen Arbeiters, der nun – Unternehmer geworden – seine Untergebenen gehörig auspresst.
Im November erbricht Flora in Bordeaux Galle, muss Opium nehmen, erhält am 11. November die letzte Ölung, stirbt am 14. und wird am 16. November in Bordeaux beerdigt.
- Rückschau

Auf der Flucht vor dem Ehemann André Chazal schifft sich „die kleine Französin“ Flora in Bordeaux zu einer Reise nach Peru ein. In Arequipa wurde ihr Vater geboren. Floras Onkel Don Pío Tristán, ein Geizhals und der reichste Mann in ganz Arequipa, hatte der lebensbedrohlichen Umsegelung des Kap Hoorn widerwillig zugestimmt. Flora, der Erzähler nennt sie immer einmal Andalusierin, reist über die Kapverden in Richtung Südamerika, erreicht nach 133 Tagen das chilenische Valparaíso und wenig später im September 1833 Islay bei Arequipa. 1834 erlebt sie dort den Bürgerkrieg. Am 25. April 1834 tritt Flora die Rückreise via Lima nach Frankreich an und kehrt Anfang 1835 nach Paris zurück. Fortan kann sie von der bescheidenen Pension aus der Schatulle des geizigen Onkels Pío leben. Im selben Jahr macht Flora die Bekanntschaft von Charles Fourier. Man spricht über die soziale Ordnung dieser Welt – analog zur Newtonschen Ordnung des Universums. Blauäugig glaubt Flora immer noch an den potentiell großherzigen Kapitalisten. Ihr Buch „Meine Reise nach Peru. Fahrten einer Paria“ verhilft ihr zu gesellschaftlicher Reputation. Aus Übersee bleibt die Reaktion auf den offenherzigen Reisebericht nicht aus. Das Buch landet in Arequipa im Feuer. Onkel Pío entzieht Flora die finanzielle Zuwendung. Am 10. September 1838 will André Chazal seine Frau erschießen. Eine Kugel bleibt in Floras Brust in Herznähe stecken. Der Chirurg vermag das Geschoss nicht zu entfernen. Der Schütze wird zu zwanzig Jahren Zwangsarbeit verurteilt. Flora darf wieder ihren Mädchennamen tragen. 1839 reist Flora nach London. Der gewaltlose Kampf gegen den englischen Kolonialismus steht auf der Tagesordnung.
Chazal hatte vor dem Attentat seine Tochter Aline mehrfach entführt; nicht nur, um sie zu missbrauchen, sondern auch der Reichtümer wegen, die er bei Flora nach deren Rückkehr aus Peru vermutet hatte. Dabei war Flora von Don Pío Tristán mit Peanuts abgespeist worden. Also wurde es nichts mit der beabsichtigten Erpressung.

### Paul in Polynesien und in Frankreich von 1892 bis 1903
Selbst auf Tahiti kann Paul, den die Polynesier Koke rufen, der Staatsmacht nicht entfliehen. Zudem wartet er auf eine Überweisung. Ist einmal Geld eingetroffen, bezahlt er seine Schulden und steht erneut mittellos da. Nach einem Frankreich-Aufenthalt kehrt der Maler 1897 über den Sueskanal, Sydney und Auckland nach Tahiti zurück. Paul leidet an einem Ekzem an den Beinen. An entgegenkommenden jungen Frauen mangelt es auch in Polynesien nicht. Paul hatte Teha'amana geschwängert. Nach deren Fehlgeburt wechselt der Maler die Frau. Die Glückliche ist die 14-jährige Pau'ura. Umgehend schwängert er das schöne Kind. Auf der Insel geht das Gerücht, Paul leide an Lepra. Vergeblich versucht der Maler, sich zu vergiften. Am 21. Dezember 1896 wird ihm eine Tochter geboren; ein Grund zum Feiern. Aus Frankreich sind zum Glück 1500 Francs für Bilder und eine Skulptur eingetroffen. Noch vor der Taufe stirbt das Neugeborene an akuter Atemnot. Keine Frau will mehr mit Paul, dem Mann mit den entzündeten Beinen, schlafen. Also siedelt der Kranke am 10. September 1901 auf die Marquesas über. Dort sollen dem Vernehmen nach „kleine Mädchen“ auf ihn warten. Die Erwartung wird zwar erfüllt und sogar übertroffen, doch Paul muss sich eingestehen, auch auf den Marquesas ist das Paradies nicht auffindbar. Zum ersten Mal, seit er seinerzeit der Pariser Börse ein für alle Mal den Rücken gekehrt hatte, verspürt Paul Widerwillen gegen die Arbeit an der Staffelei. Das Gehen fällt ihm schwer. Am 1. Mai 1903 kann er das Bett kaum noch verlassen, stirbt am 8. Mai und wird am 9. Mai beerdigt. Der Bischof von Hiva Oa verzeiht – so scheint es – diesem „Feind Gottes“ und „namhaften Künstler“.
- Rückschau

Die Geschichte der sehr problematischen Freundschaft mit van Gogh († 1890) wird in den Text vielfach eingestreut. Der Erzähler nennt den großen Niederländer immer einmal den „verrückten Holländer“.
Pauls Vater Clovis Gauguin hatte als politischer Flüchtling Frankreich in Richtung Lima verlassen und war auf See verstorben. Pauls Mutter Aline Gauguin war als Witwe mit dem kleinen Paul und der ein wenig älteren Schwester in der peruanischen Hauptstadt gelandet.
Paul denkt zurück an den Winter 1872, als er in Paris seine erste Frau Mette Gad, die junge, blonde, gebildete Wikingerin, kennenlernte. 1878 wurde in Paris das Ethnographische Museum eröffnet. Unter anderem beeindruckten dort Paul gewisse Keramiken der alten Peruaner; offenbarten eine Kraft, nach der eine weitere Suche lohnend erschienen war. Die Flucht aus Paris war dann der nächste Schritt.
Am Ende seines Lebens denkt Paul auch an die Kinderjahre in Lima zurück. In der Stadtwohnung residierte Großonkel Pío, trank dampfende Schokolade und rief den Jungen: „Komm her, Pablito, kleiner Schlingel!“

## Kunst und Künstler
- Zivilisation und Kunst schließen einander aus. Malen kann nur ein Wilder.[12]
- Gegen die Liebe zwischen Mann und Frau in ihrer „westlichen Form“: Für einen Künstler ist nur die körperliche Liebe, wie sie die „primitiven Völker“ praktizieren, akzeptabel.[13]
- Vincent van Gogh: Das Atelier ist tabu. Zum Kunstwerk inspiriert die freie Natur.[14]
- Der „echte Künstler“ malt aus seinem Inneren heraus – also zum Beispiel eine schwarze Sonne oder ein blaues Pferd.[15]
- Westeuropäische Kunst muss sich mit fremden Kulturen mischen.[16]

## Interpretation
Der Roman enthält satirische Passagen. Zum Beispiel als Flora nach Peru fährt, lernt sie unterwegs die Versklavung der Schwarzen kennen. Die Unglücklichen werden unter der Äquatorsonne ausgepeitscht. Ein Sprecher bedauert die „armen Sklavenhändler“, die bei der Hitze so hart mit der Peitsche arbeiten müssen.
Die oben erwähnte Rückschau wird übertrieben. Das 15. Kapitel – ein Flora-Part – handelt laut Untertitel im August 1844 in Nîmes, heißt aber „Die Schlacht von Cangallo“. Demnach degenerieren Kapitel zu Containern, in die Vorgeschichte verpackt ist.

## Rezeption
- Rafael Conte[19] lobt in seiner Besprechung „Auf der Suche nach zwei verlorenen Paradiesen“ in „El País“ vom 29. März 2003 zwar die dokumentarische Genauigkeit, legt aber den Finger auf die Wunde: Es liegt nicht ein Roman, sondern es liegen zwei große Romane vor. Die Geschichten der beiden Verwandten werden parallel zueinander erzählt und sind nicht ineinander verquickt.
- Fietta Jarque[20] meint in „El País“ vom 29. März 2003, zwei Peru-Episoden der beiden Protagonisten – Flora unternahm eine verzweifelte Reise nach Arequipa und Paul verlebte einige Jahre seiner Kindheit in Lima – reichten als verbindende Klammer der beiden Viten nicht aus.[A 3]

### Verwendete Ausgabe
- Das Paradies ist anderswo. Roman. Aus dem Spanischen von Elke Wehr. Suhrkamp, Frankfurt am Main 2003 (st 3713, 1. Aufl. 2005), ISBN 978-3-518-45713-9.